# Увеа (Нова Каледонія)
Увеа (фр. Ouvéa) — острів у групі Луайоте в Тихому океані. Входить до складу Нової Каледонії. Адміністративно є частиною комуни Увеа провінції Луайоте.

## Географія

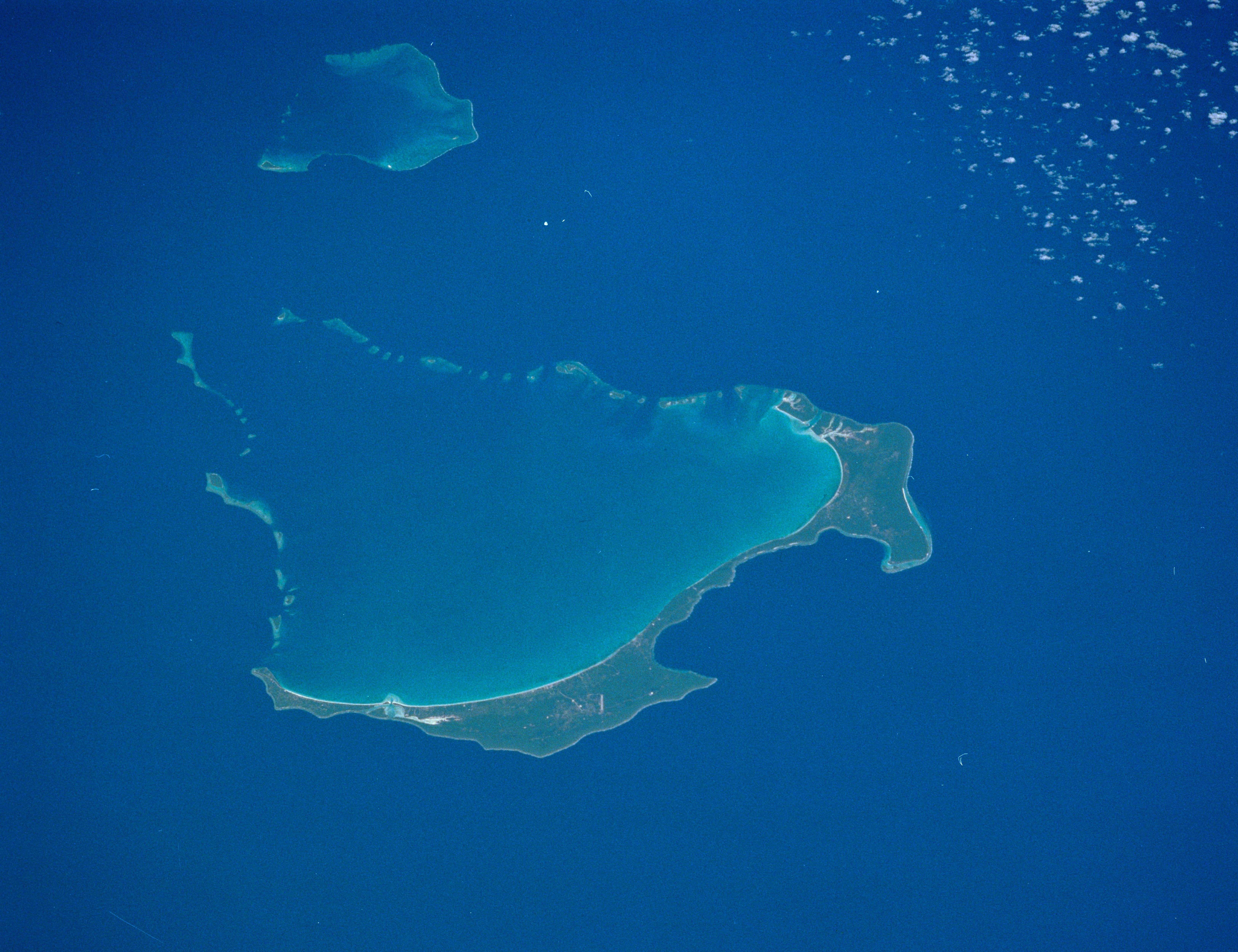
Космічний знімок острова.

Увеа є атолом, що за формою нагадує півмісяць. Довжина острова становить близько 50 км, ширина - 7 км. Розташований на північний схід від острова Нова Каледонія. Увеа складається з двох великих вапнякових острівців, з'єднаних перешийком, і двох маленьких острівців, розташованих на південь . Загальна площа суші Увеа становить 132,1 км².
У центральній частині острова розташована лагуна, в західній частині якої знаходиться ланцюг довжиною 35 км з 21 острівця, або моту, які носять назву Плеяди (фр. Pléiades) .
Середня річна температура на Увеа становить 24 °C. Найпрохолодніший сезон триває з квітня по вересень.

## Населення
У 2009 році чисельність населення Увеа становила 3392 осіб, більшість з яких складали меланезійці. Заселення острова відбулося в результаті міграції меланезійців та полінезійців, при цьому вплив полінезійців на Увеа більш відчутно, ніж на сусідніх островах Маре і Ліфу . Наприклад, у XVIII столітті на острові оселилися вихідці з острова Волліс (острови Волліс Футуна), які також називали свій острів Увеа .
Адміністративно Увеа розділений на три округи: Сент-Джозеф (Saint-Joseph ), Фаяоуе (Fayaoué) і Моулі (Mouli). Адміністративний центр - село Фаяоуе.
На Увеа дві місцеві мови: мова іааї (мова канаків) і західна увеа (полінезійська мова)  .

## Економіка
Основне заняття мешканців - рибальство, виробництво копри .